# Нибюлль

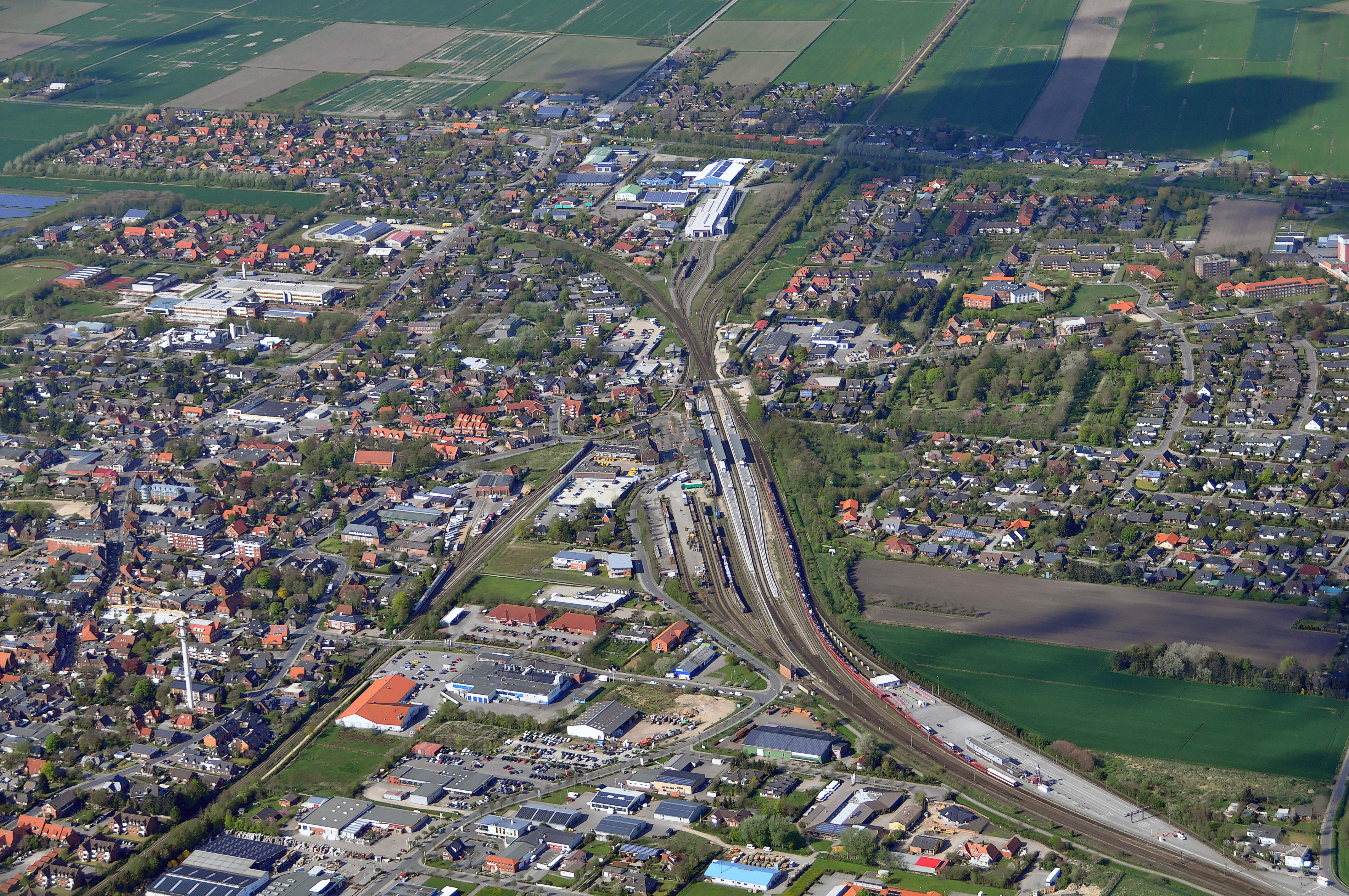
Вид с воздуха (май 2012)

Нибюлль (нем. Niebüll) — город в Германии, в земле Шлезвиг-Гольштейн.
Входит в состав района Северная Фризия. С 1920 по 1940 годы Нибюлль был административным центром района Зюдтондерн, а с 2008 года является центром управления Зюдтондерн. Население Нибюлля составляет 9736 человек (на 31 декабря 2014 года). Занимает площадь 30,63 км². Официальный код — 01 0 54 088.
Официальным языком в населённом пункте, помимо немецкого, является севернофризский.

## География
Нибюлль располагается среди маршей на высоте около трех метров над уровнем моря, на небольшом участке, окруженном землями сельскохозяйственного назначения. Примерно в пяти километрах на северо-восток находится холмистая песчаная местность, а в двенадцати километрах на запад — Северное море.

## История
В XIV веке на современной территории Нибюлля располагалось два церковных прихода, принадлежащих округу Бёкингхарде:  Деецбюлль (остов Апостольской церкви Деецбюлля сохранился до сих пор) и Лангсумтофт. Лангсумтофт настолько пострадал от урагана Грёте-Мандренке в 1362 году, что в первые годы 15 века полностью обезлюдел, а его жители переселились в то место, где сегодня располагается Церковь Христа. В 1436 году Нибюлль был впервые упомянут в проведенной по указанию епископа Шлезвига переписи как Nigebul (что может быть переведено на современный немецкий как Neues Dorf – "новое село").
Наводнение Бурхарди 1643 года, также известное как второй ураган Грёте-Мандренке, унесло 50 жизней в Нибюлле. В Тридцатилетней войне императорские войска укрывались недалеко от Деецбюллека, откуда в 1629 году они были изгнаны датчанами. В 1643 году современная территория Нибюлля была оккупирована шведами. Однако по сравнению с Тридцатилетней войной гораздо больший ущерб жители понесли от Датско-шведской войны 1658-1660 и военных действий 1713 года в ходе Северной войны.
Несмотря на большие экономические потери от войн и неурожаев, жители Нибюлля смогли воздвигнуть в 1729 году Церковь Христа. 30 лет спустя в городе проживало 1551 человек в 386 домовладениях.
В 1885 году было основано Нибюлльское общество взаимного кредита ("Niebüller Kreditverein").
Вплоть до начала 20 века облик Нибюлля носил отчетливый сельский характер, однако с этого времени город стал развиваться как транспортный узел на пути к Северо-Фризскими островам. Открытие в 1887 году железной дороги, соединившей Гамбург с островом Зильт, привело к увеличению населения за счет переселившихся коммерсантов. В 1895 году именно через Нибюлль, а не через расположенный южнее транспортный узел Линдхольм была проложена железнодорожная ветка в Дагебюлль. Открытая в 1927 году железнодорожная дамба им. Гинденбурга (Hindenburgdamm), которая соединила остров Зильт с сушей, также благоприятствовала городскому развитию Нибюлля.
После передачи северной части района Тондерн в 1920 году Дании Нибюлль стал центром нового района Зюдтондерн. В 1950 году в состав Нибюлля вошло соседнее поселение Деецбюлль. 1 января 1960 года Нибюлль получил статус города. В 1970 году районы Зюдтондерн, Айдерштедт и Хузум были объединены в новый район Северная Фризия, вследствие чего Нибюлль потерял статус административного центра района.
1 октября 2005 года Нибюлль и Управление Видингхарде, административные функции которого ранее осуществлял Нибюлль, сформировали объединенную муниципальную администрацию. С 1 января 2008 года Нибюлль отказался от права не входить в муниципальные управления и вошел вместе с коммуной Лек и коммунами Управлений Бёкингхарде, Каррхарде, Зюдерлюгум и Видингхарде в новообразованное управление Зюдтондерн, административным центром которого  стал Нибюлль.

## Политика

### Городской совет
По результатам муниципальных выборов 6 мая 2018 года 19 мест Городского совета Нибюлля распределились следующим образом:
| ХДС  | 8 мест  |
| СДПГ | 6 мест  |
| СЮИ  | 3 места |
| СвДП | 2 места |

Явка составила 43,2 %.

### Герб
Герб и флаг города были приняты 10 августа 1961 года.
Геральдическое описание: "Золотой и желтый квадратный щит с нанесением из пересекающихся золотых и желтых линий, составляющих правильный четырехугольный якорный крест. 1 квадрант: золотой одномачтовый парусный корабль, 2 и 3 квадранты: по две синие полосы, 4 квадрант: золотой лемех“.
Сложный, но привлекательный герб отражает дух Нибюлля во многих отношениях. Якорный крест отсылает к  истории города, связанной как с христианской культурой, так и с мореплаванием. Разделение гербового щита и креста на квадранты относится к традиционному делению крупных коммун на четыре части, что в случае Нибюлля напоминает о формировании города из поселений Нибюлля и Деецбюлля, каждое из которых делилось в свою очередь на южную и северную части. Полосы во втором и третьем квадрантах указывают на средневековое деление общинных полей, составлявших основу крестьянского хозяйства. Знаки лемеха и паруса были заимствованы из старой печати округа Бёкингхарде, к которому относились Нибюлль и Деецбюлль, и Нибюлль являлся его административным и судебным центром. Лемех также символизирует большую часть населения как в прошлом, так и в настоящем,  которая неразрывно связана с сельским хозяйством. Корабль не только является символом торговли и коммерческого мореплавания, но также напоминает о времени, когда Нибюлль располагался непосредственно на берегу Северного моря, а многие жители бывшей коммуны Деецбюлль зарабатывали на жизнь мореплаванием.

### Флаг
Описание: на ликтросе герб города без щита; развевающаяся часть флага разделена на синее и золотое поля, на каждом из которых расположены две синие полосы.

### Города-побратимы
Города-побратимы Нибюлля:
- Малмсбери, Англия, Великобритания, с 1976 года
- Плоты, Польша, с 1997 года
- Жиен, Франция, с 2012 года

## Экономика и инфраструктура

### Транспорт

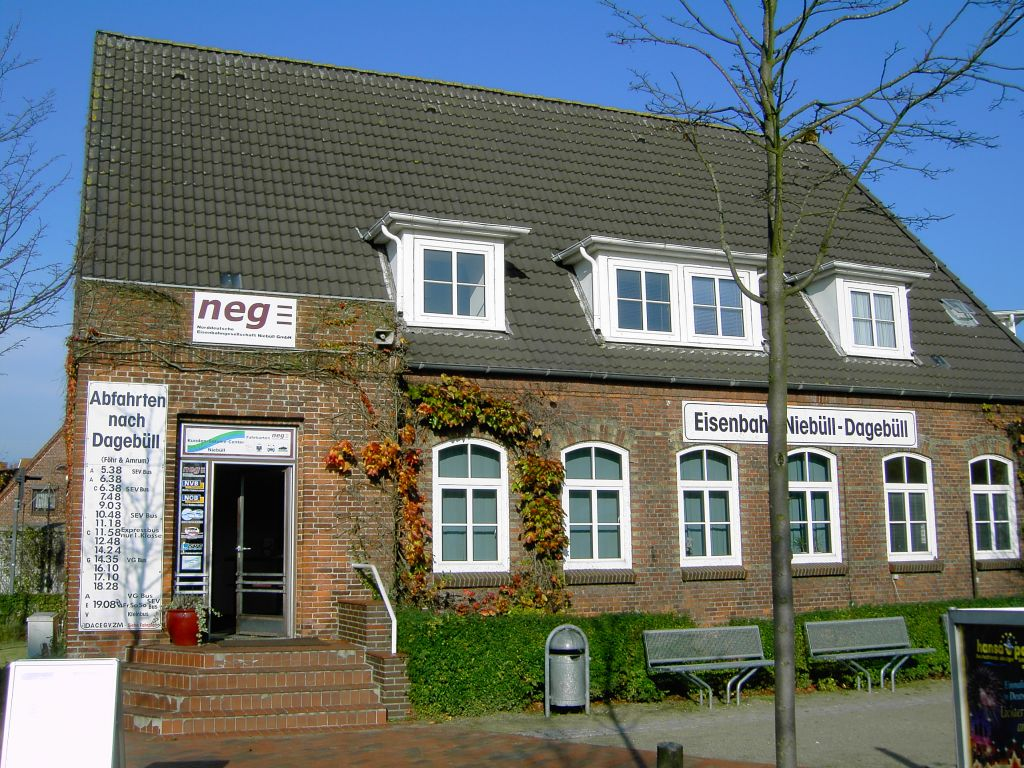
Вокзал Нибюлля

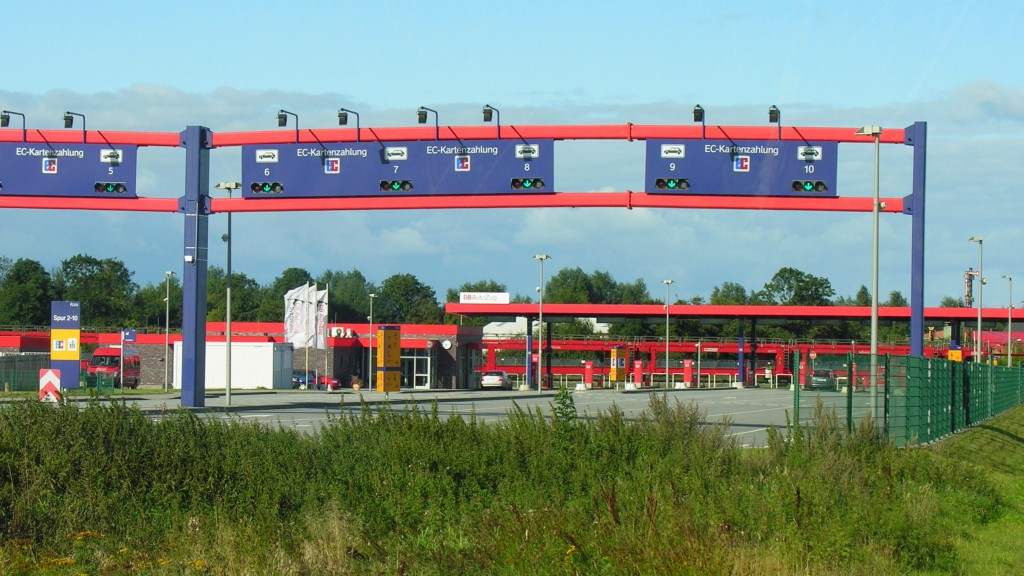
Погрузочный терминал для железнодорожной переправки на автопоезде Sylt-Shuttle

#### Железная дорога
Через Нибюлль проходит железная дорога из Гамбурга в Вестерланд (Marschbahn), по которой следуют поезда дальнего следования InterCity компании Deutsche Bahn и поезда регионального значения компании  Nord-Ostsee-Bahn в направлении городов Хузум и Вестерланд.
С вокзала Нибюлля также отправляются поезда в города Тондерн в Дании и Дагебюлль на побережье Северного моря, откуда паромом можно попасть на острова Фёр и Амрум.
Погрузка автомобилей на автопоезд  Sylt-Shuttle для переправки на остров Зильт осуществляется в специальном сервисном комплексе к северо-востоку от вокзала, куда можно напрямую добраться с федеральной трассы В5. Грузовые перевозки на Зильт в Нибюлле больше не осуществляются.

#### Автомобильный транспорт
Через Нибюлль проходят федеральная трасса 5, соединяющая Гамбург с Данией, федеральная трасса 199, соединяющая западное побережье Шлезвиг-Гольштейна в конечной точке Кликсбюлль (в непосредственной близости от Нибюлля) с Фленсбургом и побережьем Балтийского моря. Находясь на пути к острову Зильт, Нибюлль неизбежно является важным транспортным узлом комбинированных автомобильно-железнодорожных перевозок.
Линия экспресс-автобусов компании Autokraft соединяет по трассе В199 Нибюлль с Фленсбургом, что заменило для пассажиров выведенную из эксплуатации железнодорожную ветку Фленсбург—Нибюлль. Ряд маршрутов автобусов также соединяет Нибюлль с близлежащими селами.

### Здравоохранение
В рамках первого приграничного проекта санитарной авиации между Германией и Данией с апреля 2005 года городская больница Нибюлля является опорным пунктом приема санитарных и спасательных вертолетов Christoph 52 (линия вертолетов Christoph Europa).

### Образование
Помимо начальной школы Alwin-Lensch в Нибюлле существует  также две специальные школы (школа Drei-Harden для детей с трудностями в обучении и школа им. Карла Людвига Йессена для умственно отсталых детей) и начальная школа с обучением на датском языке (Nibøl Danske Skole).
Среднее образование представлено в Нибюлле гимназией им. Фридриха Паульсена, региональной школой города Нибюлля и профессиональным училищем района Северная Фризия в Нибюлле.

## Культура

### Музеи
- Музей фризской культуры (Friesisches Museum) под открытым небом предлагает посетителям увидеть в архитектурно аутентичном фризском домике оригинальную обстановку и крестьянский быт фризского народа.
- Музей естественной истории демонстрирует экспонаты флоры и фауны, типичные для Северной Фризии.
- Музей современного искусства Рихарда Хайцмана хранит работы самого мастера, а также демонстрирует объекты других художников в специальных экспозициях.

### Архивы и собрания
- Архив  Бундесгардер (Bundesgaarder Archiv)[5] является частным собранием литературы Северной Германии, состоящим из 2300 работ и обширного материала из фондов литературного наследия.

## Спорт
Крупнейшим спортивным клубом города является «Рот-Вайсс» (TSV Rot-Weiß Niebüll).

## Известные уроженцы и жители

### Уроженцы города
- Карл Людвиг Йессен (1833-1917), художник
- Карста Лёк (1902-1993), актриса
- Бернд Раффельхюшен (род. 1957), экономист

### Личности, связанные с городом
- Рихард Хайцман (1914-1963), художник-график, скульптор и керамист, жил в Нибюлле с 1934 года до своей смерти
- Бодо Шмидт (род. 1967), футболист, начинал свою спортивную карьеру в спортивном клубе TSV Rot-Weiß Niebüll

## Фотографии

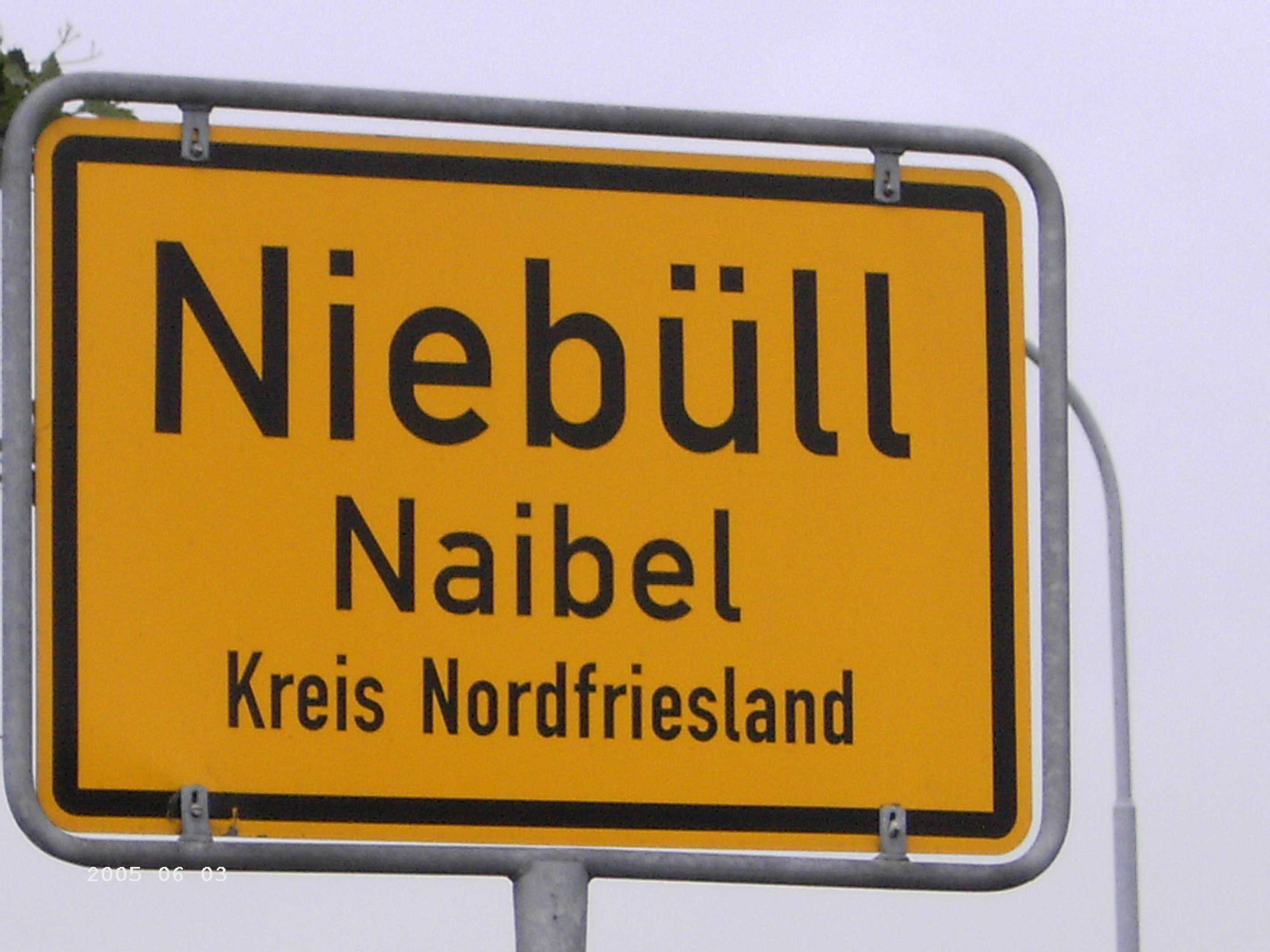
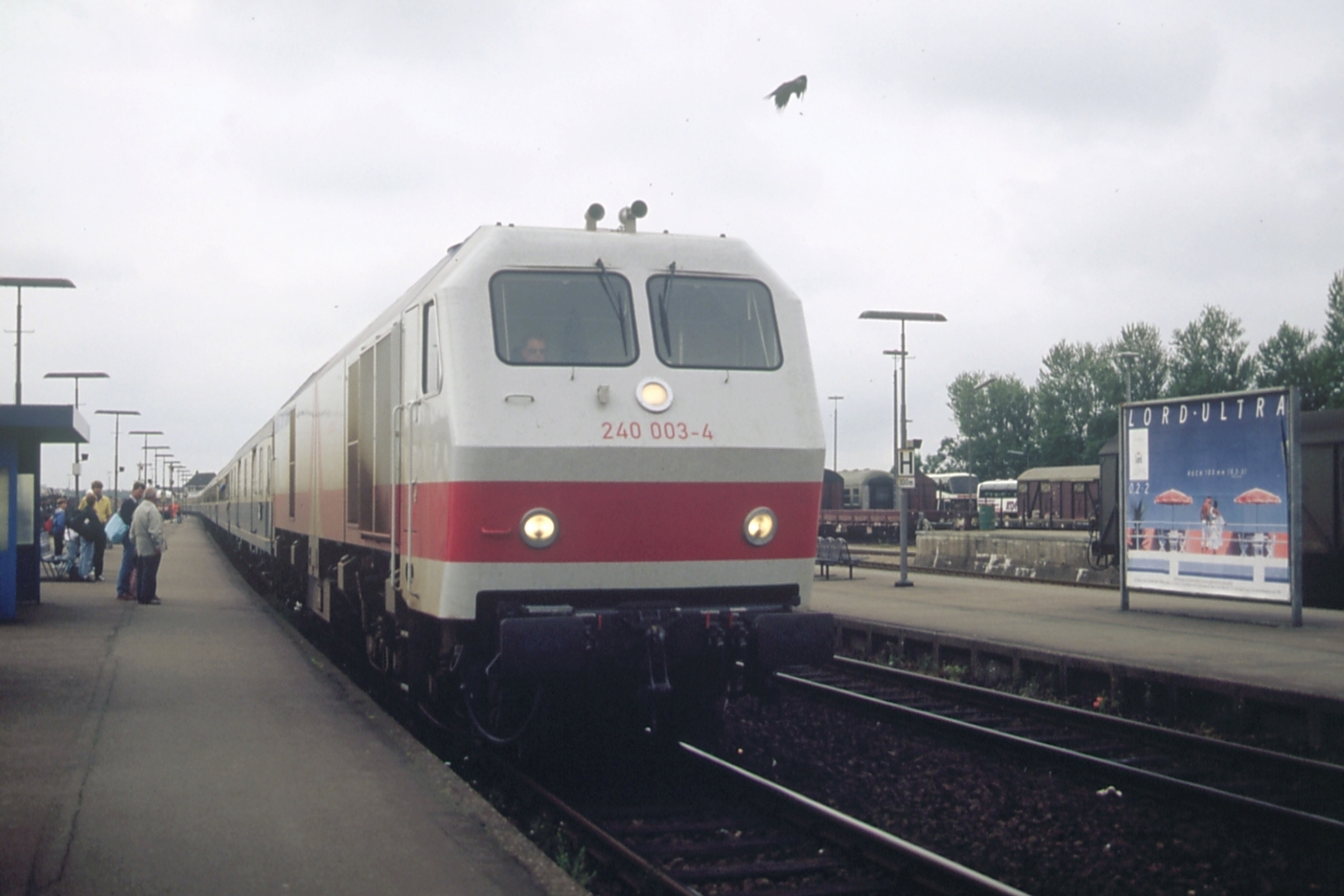
Вокзал
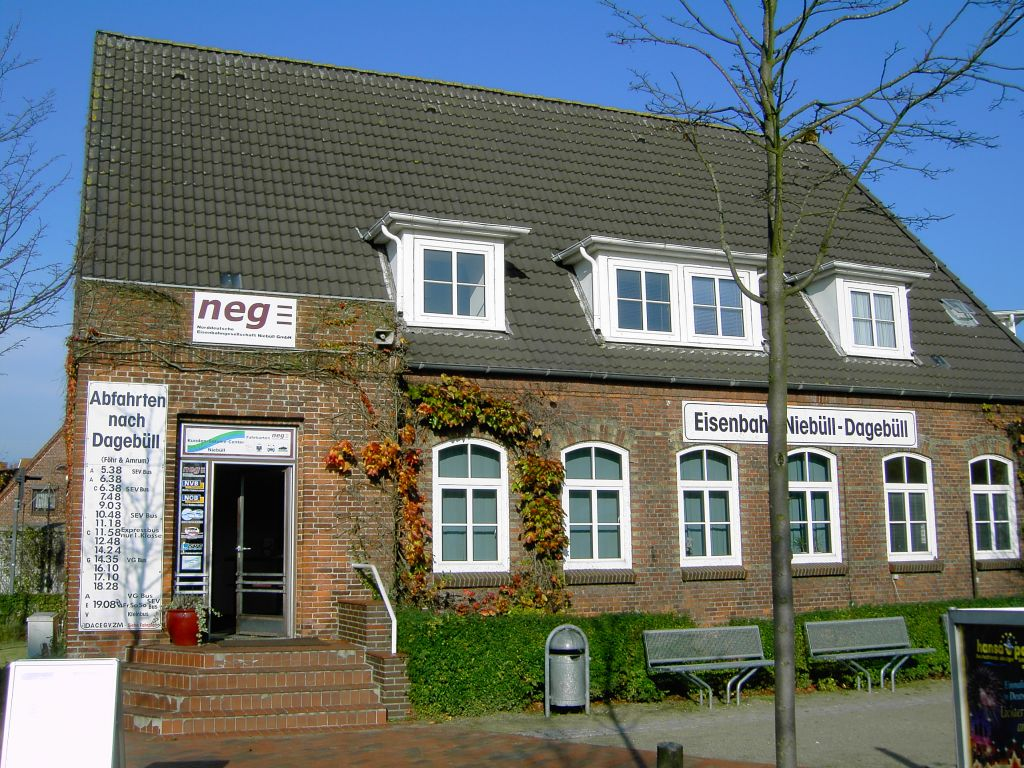
Вокзал